# Comté
El comté és un formatge de pasta premsada cuita AOC produït a la regió francesa del Franc-Comtat (França), concretament als departaments de Jura, Doubs i Ain, així com alguns municipis de Saône-et-Loire i l'Alta Savoia.

## Història
El comté va néixer quan la duresa i la llargada de l'hivern obligava als homes a pensar en conjunt sobre la seva subsistència. A través del principi de la cooperativa, van mirar de produir en comú el seu bestiar i elaborar aquest formatge de guarda.

## Fabricació

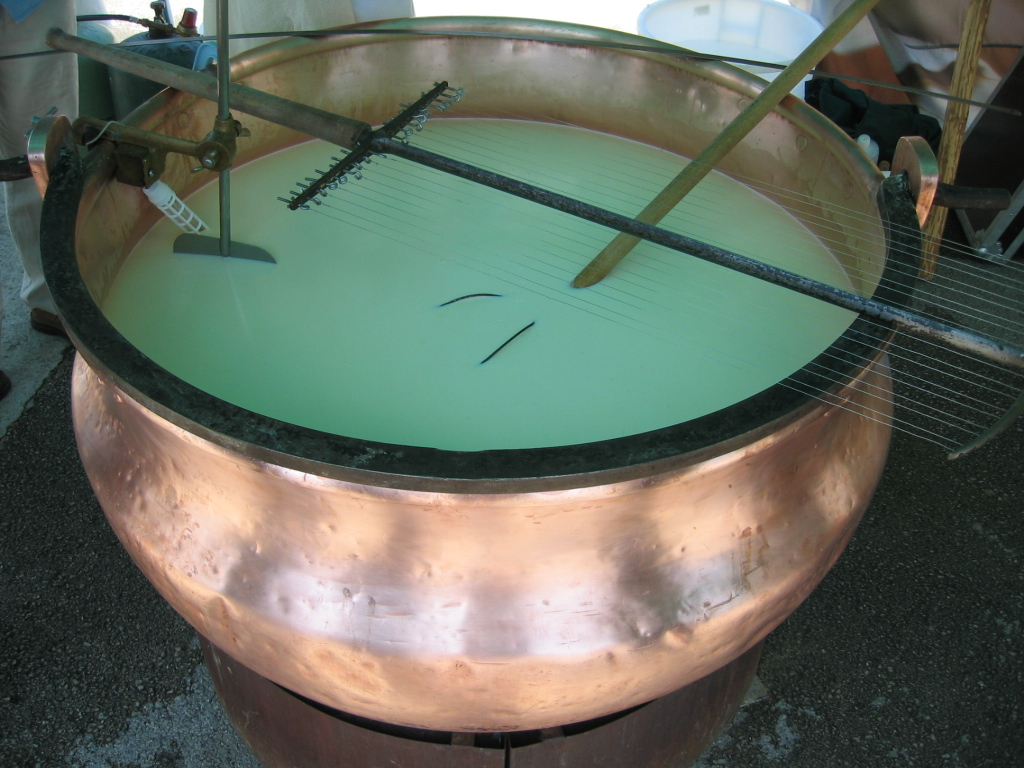
Fabricació del comté

El comté és el primer formatge francès que va tenir AOC. Aquesta denominació garanteix el procés tradicional i rigorós en el bestiar, l'elaboració i l'afinament.
És un formatge fet amb llet de vaca, de pasta premsada i cuita. Es presenta en grans rodes de 65 cm de diàmetre i d'un pes mitjà de 40 kg. Fan falta almenys 450 litres de llet per produir una peça de formatge comté.
És un aliment ric en fòsfor, calci, sals minerals i proteïnes. El període de degustació òptim és de juliol a setembre, després de l'afinament de 8 a 12 mesos, també és excel·lent de juny a desembre.
El comté fa la segona transformació a la cava d'afinament. Durant aquesta maduració es desenvolupen les propietats organolèptiques. La maduració és d'un mínim de 4 mesos, però normalment dura de 8 a 10 mesos, i de vegades més, fins a 24 i en casos realment excepcionals fins a 36. El comté es caracteritza per una riquesa aromàtica que es deu a les condicions de cria del bestiar i sobretot a la natura de l'herba del Franc-Comtat, que amb més de 2.000 espècies representa el 40% de la flora francesa.
El 1998 se'n van produir 40.162 tones, tot amb llet crua de vaca i a 190 granges.

## La banda verda o la banda marró

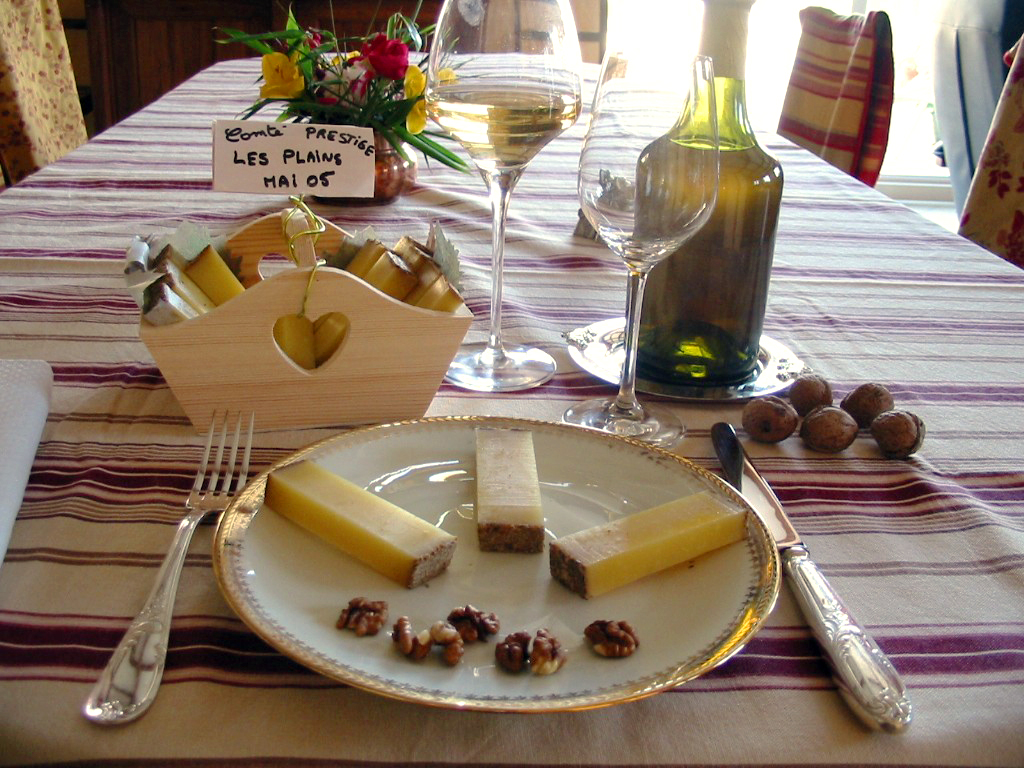
Plat de comté

Cada mola de formatge és puntuada amb una nota de fins a 20 punts.
Aquesta nota sanciona el gust, però també l'aspecte físic de la mola. Aquelles que tenen una nota superior a 15 reben la banda verda. Les moles que obtenen una nota entre 12 i 15 tenen una banda marró, que pot ser degut tan sols un error en l'aspecte extern del formatge, mentre que el gust es pot mantenir igual.
Les moles que no arriben a la nota de 12 són retirades i no reben el nom de comté, es destinen a la fabricació de formatges fosos com els de La vaca que riu, Kiri i altres productes de l'empresa Groupe Bel a Lons-le-Saunier.

## Les granges del massís delJura
La llet per al comté es produeix en petites granges que practiquen una agricultura extensiva, amb respecte dels sòls. Les vaques de la raça Montbéliarde i Simmental francesa són les úniques races reconegudes per la producció de la llet del comté. La seva alimentació es compon essencialment d'herba fresca de pastura a l'estiu i de fenc a l'hivern a l'estable. El pinso i el blat de moro estan prohibits.